# オルガ・ティス・エラザス (1971-)
オルガ・ティス・エラザス（ギリシア語: Όλγα της Ελλάδας, 1971年11月17日 - ）は、ギリシャの王族。コンスタンティノス2世の又従妹にあたる。イタリア語名はオルガ・ディ・グレチア（Olga di Grecia）。

## 経歴
ゲオルギオス1世の孫息子の一人であるミハイル王子とその妻で芸術家のマリナ・カレラの次女として、アテネで生まれた。母マリナは資産家の娘ではあるが平民であり、両親の結婚は国王コンスタンティノス2世の認可を得たが貴賤結婚とされた。このため2人の間に生まれたオルガと姉アレクサンドラは、他のギリシャ王族と対等には遇されず、「ギリシャ王女」の称号のみを与えられ、他の王族女性のように「デンマーク王女」の称号と「殿下」相当の敬称を許されていない上、王位継承権も持たない。オルガが現在「殿下」相当の敬称を使っているのは、イタリア王族との結婚によって名乗ったものである。
オルガはパリとニューヨークで育ち、夏はギリシャのパトモス島にある家族の別荘で過ごした。オルガはイギリスの寄宿学校で教育を受け、アメリカ合衆国のプリンストン大学を卒業した。大学では古代ローマの歴史を専攻した。またオルガはコロンビア大学建築学科大学院の学位をも取得している。大学院を出た後、オルガはしばらくインテリアデザイナーをしていたが、やがてパナマに移住してチョウ目の研究と写真撮影をするようになった。オルガはパナマの密林の中に研究所を設立し、スミソニアン熱帯調査研究所やウッズホール海洋研究所と共同研究事業を行っていた。また報道や映画製作に関わったこともある。
2005年5月、オルガはサヴォイア＝アオスタ家のプッリャ公アイモーネとの婚約を発表した。オルガとアイモーネは共にオルレアニストのフランス王位請求者ギーズ公ジャンの曾孫にあたり、又従兄妹同士である。2人が婚約中の2006年7月7日に、アイモーネの父である第5代アオスタ公アメデーオがヴィットーリオ・エマヌエーレ元王太子と対立する形でサヴォイア家家長の地位に就くことを宣言したため、オルガはイタリア王家家長位の相続人と結婚することが決まった。
オルガとアイモーネの結婚式は2008年9月16日、アイモーネの勤務先のあるモスクワのイタリア大使館で行われた。宗教婚は9月27日にパトモス島で正教会の儀礼に則って行われ、パトモス島総主教代理である掌院アンディパス・ニキタラスが主宰した。パトモス島での婚礼に出席した者のうち、オルガの実家ギリシャ王家の親族は、オルガの両親、元国王コンスタンティノス2世とその妃アンナ＝マリア、国王の姉のスペイン王妃ソフィア、国王の妹イリニ王女であった。アイモーネの実家サヴォイア＝アオスタ公爵家からは、高齢のため出席できないアイモーネの従伯母マルゲリータを除く全員が出席した。サヴォイア家本家からも、ヴィットーリオ・エマヌエーレの妹マリーア・ガブリエッラ王女が出席した。

## 子女
アイモーネとの間に2男1女を儲けている。
- ウンベルト（英語版）（2009年 - ）
- アメデーオ（2011年 - ）
- イザベッラ（2012年 - ）